# 王庙镇 (平原县)
王庙镇，是中华人民共和国山東省德州市平原县下辖的一个乡镇级行政单位。

## 行政区划
王庙镇下辖以下地区：
王庙社区、苏集社区、郭庄社区村、大务集社区村、刘环社区村、韩何社区村、张老虎社区村、程裴崔社区村、张官店社区村、邱车李社区村、贾庄社区村、曹庙社区村、刘宾洪社区村、梁庄社区村、捉虎社区村、临河社区村、杠子李社区村、辛章社区村和闫坊社区村。